# Diadelia bispinosa
Diadelia bispinosa là một loài bọ cánh cứng trong họ Cerambycidae.